# 里奧·瑞恩
小里奧·约瑟夫·瑞恩（英語：Leo Joseph Ryan, Jr.、1925年5月5日—1978年11月18日）美國民主黨政治人物，曾任加州第11選區美國眾議員。1978年11月，瑞恩來到圭亚那西北部的瓊斯鎮進行調查，後於11月18日在一座小型機場遭受人民聖殿教的守衛開火襲擊，瑞恩中彈身亡。他在1983年被追授國會金質獎章。
里奧·瑞恩是自1868年詹姆斯·M·海因茲被三K黨殺害以來，美國史上第二個在任內被暗殺的眾議員。

## 文獻
- Ryan, Leo J. . Palo Alto, CA: Fearon Publishers. 1966.
- Hall, John R. . New Brunswick, New Jersey: Transaction Publishers. 1987. ISBN 0-88738-124-3.
- Reiterman, Tim; Jacobs, John. . Dutton. 1982. ISBN 0-525-24136-1.